# J. D. Salinger
Jerome David Salinger (Nueva York, 1 de enero de 1919-Cornish, Nuevo Hampshire, 27 de enero de 2010) fue un escritor estadounidense conocido principalmente por su novela El guardián entre el centeno (The Catcher in the Rye en inglés), que se convirtió en un clásico de la literatura moderna estadounidense casi desde el mismo momento de su publicación en 1951.

## Biografía

### Infancia y juventud (1919-1941)

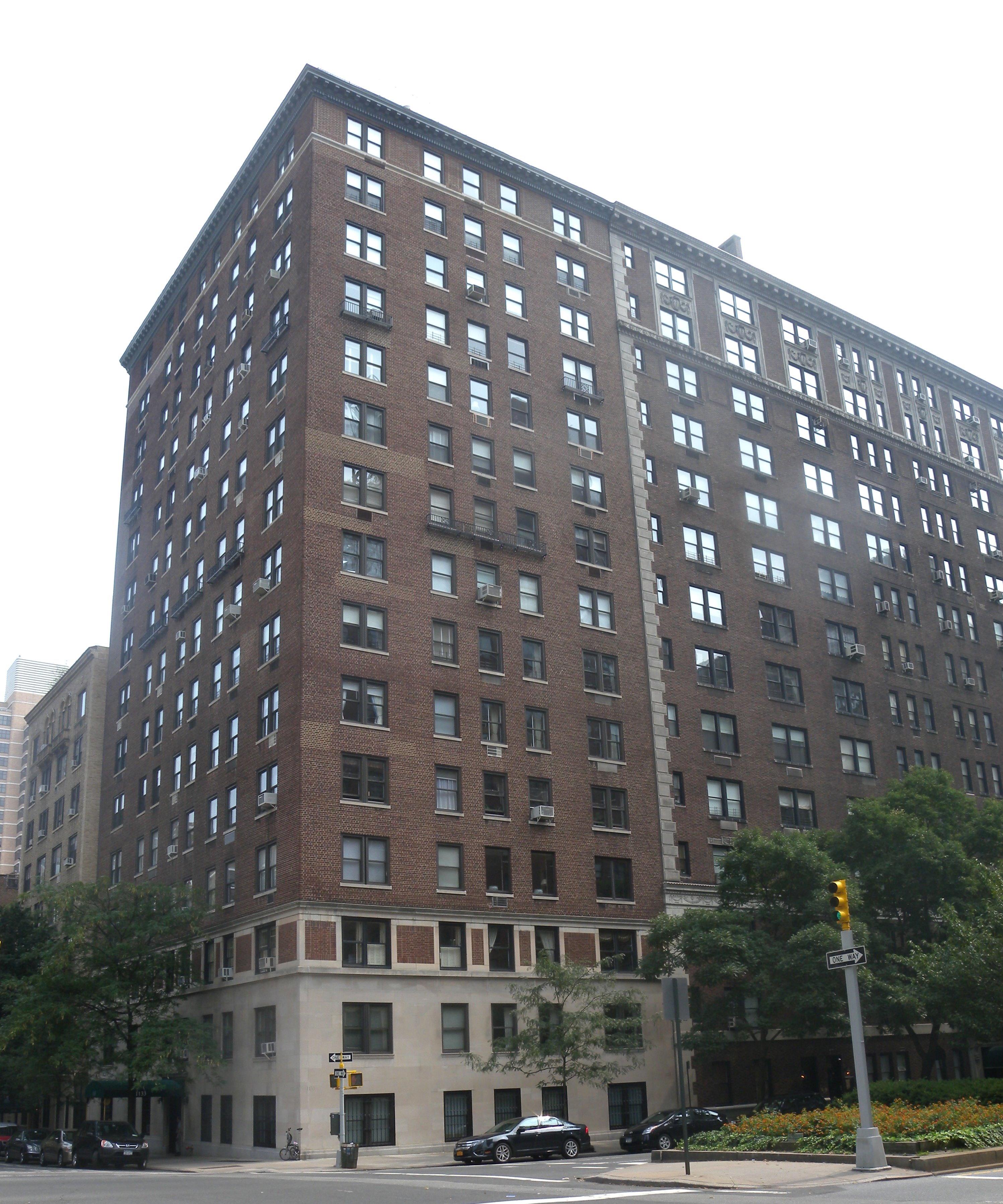
1133 de Park Avenue.
Residencia familiar de Salinger entre 1932 y 1947.

Fue hijo de Solomon Salinger, director de J.S. Hoffman & Company, empresa que se dedicaba a la importación de carnes y quesos europeos. Su familia paterna, de ascendencia judía, procedía de Sudargas, un shtetl situado en la frontera polaco-lituana, entonces perteneciente al Imperio ruso. El padre de Solomon, Simon F. Salinger, se casó poco después de su llegada a Estados Unidos, en 1881, con Fannie Copland, también de ascendencia lituana, en Wilkes-Barre, Pensilvania. La madre de Salinger, Marie Jillich, nació en Atlantic, Iowa, y era a su vez hija de George Lester Jillich, de ascendencia alemana. La madre de Marie, Nellie, era probablemente natural de Iowa a pesar de que Marie sostuvo posteriormente que era de origen irlandés. Su padre murió un año antes de su matrimonio, que tuvo lugar en 1910, y al morir también su madre en 1919, el mismo año del nacimiento de Salinger, Marie acabó convirtiéndose al judaísmo cambiando su nombre por Miriam.
Los Salinger tuvieron su primer hijo, una niña llamada Doris, en diciembre de 1912 y, poco después, debido al ascenso de Solomon en Hoffman se trasladaron a Nueva York. En 1919, cuando Salinger nació, su familia ya tenía una posición acomodada y, a pesar de la gran depresión de 1929, se trasladaron en 1932 a un lujoso apartamento de Park Avenue, en Manhattan. Su no muy brillante expediente académico hizo que sus padres lo internaran en 1934 en la Academia Militar Valley Forge, Pensilvania, donde se graduó en 1936. En otoño de ese mismo año se matriculó en la Universidad de Nueva York para estudiar arte y, tras un semestre sin demasiado provecho, su padre le ofreció viajar a Europa para aprender idiomas e iniciarse en el negocio de la importación. En unos momentos de extrema tensión en Europa pasó casi un año entre Austria y Polonia. En Viena vivió con una familia judía, que muy probablemente no sobrevivió al Holocausto, y con cuya hija, a la cual le dedicó en 1947 el relato A girl I knew, mantuvo el primer romance serio del que se tengan noticias.
A su vuelta, después de una breve estancia en el Ursinus College de Pensilvania, se inscribió en un curso de escritura de la Universidad de Columbia impartido por Whit Burnett, editor de la revista literaria Story en cuyas páginas se dieron a conocer escritores como Tennessee Williams, Norman Mailer y Truman Capote. Burnett fue una influencia fundamental en los inicios de la carrera de Salinger y su relación continuó hasta mucho después de que este ya fuera un autor reconocido.
Burnett aconsejó a Salinger que ofreciera sus relatos cortos a las «satinadas», revistas populares de amplia distribución como Collier's, Esquire o The Saturday Evening Post. Así lo hizo con uno de ellos titulado The young folks, que fue rechazado, y que finalmente Burnett publicó en Story en la primavera de 1940. Poco tiempo después una revista de la Universidad de Kansas le publicó otro relato titulado Go see Eddie, pero tanto con las revistas comerciales como con Story no tuvo éxito en posteriores intentos. Salinger decidió intentarlo con historias más convencionales; había estallado la Segunda Guerra Mundial y escribió The hang of it, glosando las virtudes de la vida militar. El relato apareció no solo en Collier's sino que también fue incluido posteriormente por el ejército en una colección destinada a los soldados enviados al frente.
En este momento la vida personal de Salinger estaba centrada en su romance con Oona O'Neill, hija del dramaturgo Eugene O'Neill, aunque en 1943 Oona se distanciaría del escritor para casarse con Charles Chaplin. La auténtica ambición de Salinger era aparecer en la revista literaria norteamericana más prestigiosa, The New Yorker, la cual terminó aceptando a finales de 1941 la publicación de «Slight Rebellion Off Madison», relato en el que hace su aparición Holden Caulfield, el futuro protagonista de El guardián entre el centeno. Sin embargo, la entrada de Estados Unidos en la guerra haría que The New Yorker aplazara la publicación.

### La Segunda Guerra Mundial (1942-1945)

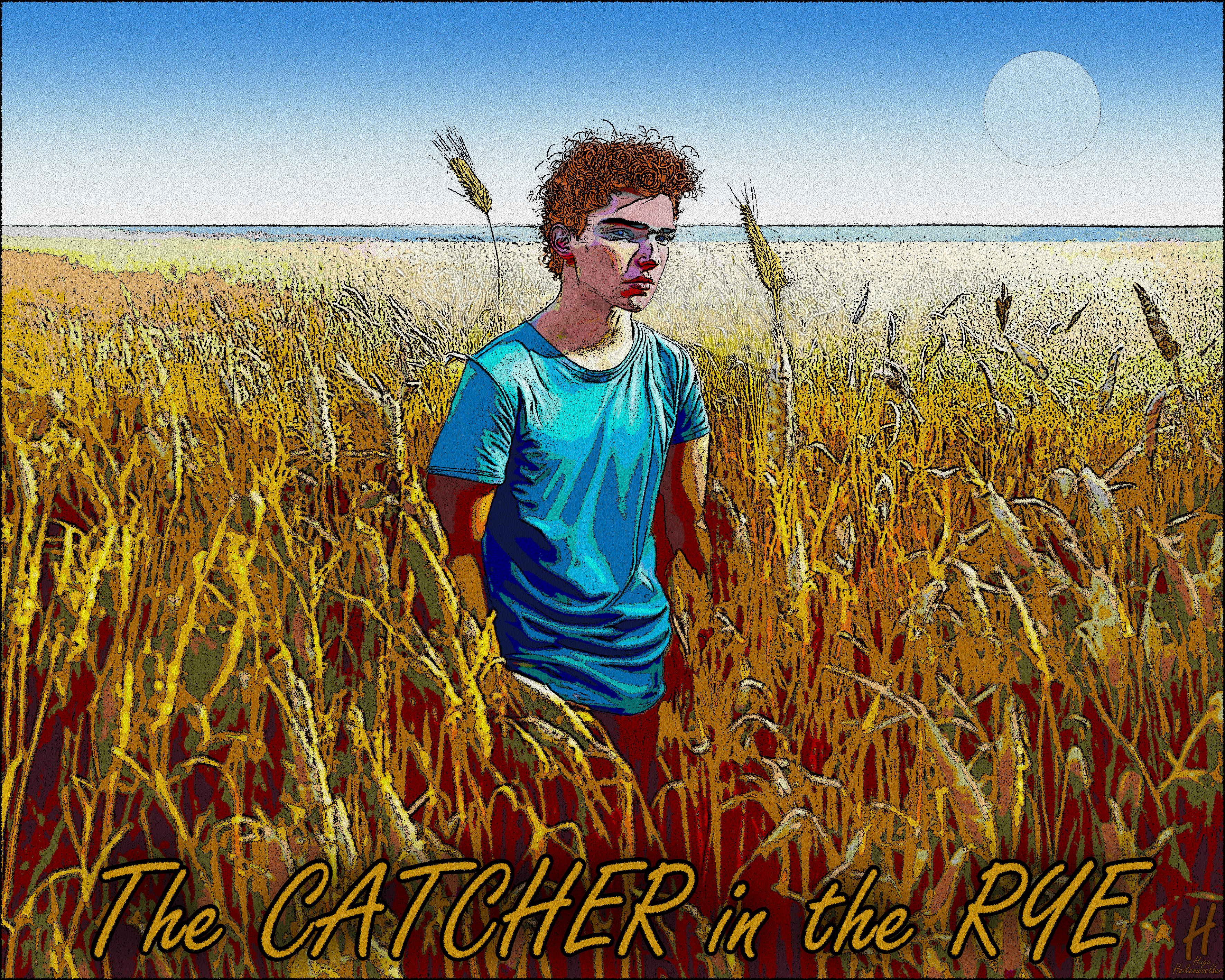
The Catcher in the Rye - Ilustración de Hugo Heikenwaelder - 1998.

El 7 de diciembre de 1941 Japón atacó Pearl Harbor provocando la entrada de Estados Unidos en la Segunda Guerra Mundial. Salinger se alistó en el ejército en abril de 1942, y después de ser destinado a funciones que le resultaron frustrantes, sus previos conocimientos de francés y alemán añadidos a su experiencia europea hicieron que lo reclutara el servicio de contraespionaje militar. Recibió entrenamiento especializado hasta que el 24 de enero de 1944 desembarcó en Liverpool con las tropas norteamericanas que posteriormente participarían en el desembarco de Normandía.
Salinger fue destinado al 12.º Regimiento de la 4.ª División de Infantería, unidad en la que permanecería durante toda la guerra, como agente de inteligencia y grado de sargento del Estado Mayor. Tras pasar por Londres estuvo recibiendo instrucción en Tiverton, localidad del condado de Devon que más tarde recrearía en su relato de 1950 Para Esmé, con amor y sordidez. También participaba en ejercicios de desembarco anfibio y estuvo presente en la catástrofe en que terminó la Operación Tigre, cuando el 28 de abril en medio de un simulacro de invasión la flotilla participante fue atacada por torpederos alemanes con un balance de más de 700 víctimas.
El 6 de junio de 1944, el día D, la unidad de Salinger debía desembarcar en la playa de Utah con la primera oleada a las 6:30 de la mañana, aunque lo hizo unos minutos más tarde a más de un kilómetro del objetivo. Después participaría con su regimiento en acciones como la toma de Cherburgo, la de Saint-Lô, la de Mortain y, a finales de agosto, en la liberación de París, formando parte de las primeras tropas norteamericanas que entraron en la capital. Durante su estancia en París Salinger conoció a Ernest Hemingway, que trabajaba para Collier's como corresponsal de guerra, y aunque realmente no apreciaba mucho su obra, la relación entre ambos se mantuvo amistosa con el paso de los años. Posteriormente, durante la primavera y el invierno, Salinger tomó parte en dos de las batallas más terribles del frente occidental durante la guerra: la del bosque de Hürtgen y la de las Ardenas. En el tramo final de la guerra Salinger, con el 12.º regimiento, participó en la liberación del complejo de campos de concentración de Dachau: se debió ver particularmente implicado porque los oficiales de contraespionaje como él tenían órdenes expresas de inspeccionar los campos, interrogar a los prisioneros y redactar informes para el cuartel general.
Al finalizar la guerra Salinger no fue licenciado, se creó un cuerpo de contraespionaje como asistente del proceso de desnazificación al que fue adscrito y lo trasladaron a Weissenburg, cerca de Núremberg. Sin embargo, las experiencias de la guerra le habían impactado profundamente y, posiblemente afectado por lo que hoy se denomina estrés postraumático, finalmente solicitó voluntariamente tratamiento y fue ingresado en julio en un hospital de Núremberg. Es muy probable que también visitase Viena para encontrar a la familia con la que había vivido unos años antes solo para descubrir que todos, incluida la hija de la que se había enamorado, habían muerto en campos de concentración. La huella emocional que le dejaron estos hechos se percibe en algunos de sus relatos, especialmente Un día perfecto para el pez plátano, sobre un exsoldado suicida, y también Para Esmé, con amor y sordidez, narrado por un soldado traumatizado.
El 18 de octubre de 1945 Salinger se casó en Pappenheim con Sylvia Louise Welter, una oftalmóloga alemana con la que se instaló en Gunzenhausen, un pueblo situado a unos 45 km de Núremberg. Debido a las normas de no confraternización que prohibían este tipo de uniones a los soldados estadounidenses, Salinger tuvo que fingir que era francesa y proporcionarle documentación falsa. El trabajo de Salinger para contraespionaje terminó en abril de 1946 y, acompañado de Sylvia, se embarcó de vuelta a Estados Unidos el 28 de abril desde el puerto de Brest. Llegaron a Nueva York el 10 de mayo y se instalaron en la casa familiar de Salinger en Park Avenue. Sin embargo el matrimonio duró poco, en julio Sylvia regresó a Europa y no tardaron en divorciarse.

### El éxito literario (1946-1966)
The Catcher in the Rye, conocida en castellano como El cazador oculto en 1961 y como El guardián entre el centeno en 1978, fue su única novela y a la vez, su obra más famosa. Fue publicada en 1951 y se hizo muy popular entre los críticos y jóvenes: una novela en cierta medida icónica. La historia la narra, en primera persona, Holden Caulfield, un adolescente rebelde, inadaptado e inmaduro, pero de gran perspicacia. Se dice de la novela que es la única que ha sabido captar lo que es la adolescencia con todas sus contradicciones; la fórmula del carácter del desorientado protagonista la ofrece su propia hermana, Phoebe, cuando le dice que, sencillamente, no sabe lo que quiere. Es, por otro lado, una novela que ha sido curiosamente citada como favorita por algunos asesinos en serie y otros inadaptados.
Posteriormente, Salinger publicó las colecciones de relatos Nine Stories (Nueve cuentos) en 1953 (donde se incluyen los dos aludidos); Franny y Zooey, en 1961; y en 1963 una colección de novelas cortas Raise High the Roof Beam, Carpenters and Seymour: An introduction (Levantad, carpinteros, la viga del tejado y Seymour: una introducción), protagonizados por la disfuncional familia Glass. Las mentes ágiles y poderosas de hombres perturbados y la capacidad redentora que los niños tienen en las vidas de estos es uno de los temas principales de las obras de Salinger.
En 1955 se casó con Claire Douglas, unión que concluyó también en divorcio en 1967, cuando se acentuó la reclusión del escritor en su mundo privado y su interés por el budismo zen.
Después de haber obtenido la fama y la notoriedad con El guardián entre el centeno, Salinger se convirtió en un eremita, apartándose del mundo exterior y protegiendo al máximo su privacidad. Se mudó de Nueva York a Cornish (Nuevo Hampshire), donde continuó escribiendo historias que nunca publicó.

### Aislamiento y años finales (1967-2010)
Salinger intentó por todos los medios escapar de la exposición al público y de la atención del mismo (él mismo declaró: «los sentimientos de anonimato y oscuridad de un escritor constituyen la segunda propiedad más valiosa que le es concedida»). Sin embargo, se vio obligado a luchar continuamente contra toda la atención no deseada que recibía, como figura de culto que llegó a ser en vida. Cuando supo de la intención del escritor británico Ian Hamilton de publicar J. D. Salinger: A writing life, una biografía que incluía cartas que Salinger había escrito a amigos y a otros escritores, Salinger interpuso una demanda para detener la publicación del libro. El libro apareció finalmente con los contenidos de las cartas parafraseados. El juez determinó que aunque es posible que una persona sea el propietario de una carta físicamente, lo que está escrito en ella pertenece al autor.
Uno de los resultados no intencionados de este juicio fue que muchos de los detalles de la vida privada de Salinger, incluyendo el hecho de haber escrito dos novelas y muchos relatos que no habían sido publicados, salieron a la luz pública a través de las transcripciones del juzgado.
Salinger aparece como personaje en la novela Shoeless Joe de W. P. Kinsella, en la que se inspiró la película Field of dreams. En la película el personaje tiene el nombre cambiado y es convertido en ficción. Estudió a lo largo de toda su vida el hinduismo Advaita Vedanta. Este hecho ha sido descrito extensamente por Sam P. Ranchean en su libro An adventure in Vedanta: J. D. Salinger's the Glass Family (1990). La relación de un año que mantuvo en 1972 con la escritora Joyce Maynard, de dieciocho años, fue también causa de controversia cuando ella subastó las cartas que Salinger le había escrito. Ha mantenido, igualmente, más de veinte relaciones con aspirantes femeninas a escritoras, siempre muy jóvenes.
En 2000, su hija, Margaret Salinger, publicó El guardián de los sueños. En su libro de “confesiones”, la señorita Salinger afirma que su padre se bebía su propia orina, sufría glosolalia, rara vez tenía relaciones sexuales con su madre, la tenía como una “prisionera virtual” y se negaba a permitirle ver a sus parientes y amigos.
En 2002, se publicaron más de ochenta cartas a Salinger escritas por escritores, críticos y admiradores, bajo el título: Letters to J. D. Salinger (ed. Chris Kubica).
Salinger es el padre del actor Matt Salinger.
Falleció de muerte natural el 27 de enero de 2010, a los noventa y un años de edad.

## Cultura popular
La película Descubriendo a Forrester, protagonizada por Sean Connery, está inspirada en Salinger. Además, ha sido notable la influencia ejercida en escritores como Lemony Snicket y su Una serie de catastróficas desdichas, habiendo numerosas alusiones a él en los libros. En la película Conspiracy Theory, el protagonista Jerry Fletcher —Mel Gibson— posee un ejemplar del libro, ya que cree que a través de él muchas conspiraciones de asesinatos fueron realizadas por sus adeptos lectores —como el caso de Mark Chapman cuando asesinó a John Lennon en 1980—.
Por otra parte, el protagonista de la película es localizado por el servicio de inteligencia al comprar un ejemplar del libro.
Salinger ha influido sobre una generación entera de escritores, entre los que se cuentan señaladamente John Updike, Harold Brodkey y Philip Roth.
También influenció a la mangaka japonesa Akimi Yoshida para darle nombre a su obra Banana Fish usando como inspiración Un día perfecto para el pez banana.
En 2008 el cantante Axl Rose —Guns N' Roses— se inspiró en El guardián entre el centeno para darle forma y nombre a una de las canciones del álbum Chinese Democracy.[cita requerida]
El asesino de John Lennon, Mark David Chapman, tenía un ejemplar de El guardián entre el centeno. Un amigo le recomendó el libro y la historia pronto tuvo una gran importancia personal para él, hasta el extremo que declaró que deseaba modelar su vida a imagen de la del protagonista, Holden Caulfield.[cita requerida] Después de acabar con la vida del ex Beatle, se dedicó a esperar a la policía mientras leía el último capítulo de la novela.
En 2017 se estrenó Rebel in the Rye, película biográfica de la vida del escritor, interpretada por Nicholas Hoult, Kevin Spacey, Sarah Paulson y Zoey Deutch.
En 2020 se estrenó My Salinger Year, película basada en las memorias de Joanna Rakoff, que escribió en 2014, basada en sus experiencias de cuando trabajaba para la agencia de Salinger, en 1994, interpretada por Sigourney Weaver y Margaret Qualley.

## Obras

### Novela
- El guardián entre el centeno (1951)

### Cuentos
- Nueve cuentos (1953)
- Franny y Zooey (1961)
- Levantad, carpinteros, la viga del tejado y Seymour: una introducción (1963)
- Three Early Stories (2014)